# سفارة فرنسا في رومانيا
سفارة فرنسا في رومانيا هي أرفع تمثيل دبلوماسي لدولة فرنسا لدى رومانيا. تقع السفارة في بوخارست وهي تهدف لتعزيز المصالح الفرنسية في رومانيا.

## وصلات خارجية
- الموقع الرسمي
- قائمة سفارات فرنسا
- قائمة السفارات في رومانيا